# Tobias Unger
Tobias Unger (ur. 10 lipca 1979 w Monachium) – niemiecki lekkoatleta, sprinter.

## Kariera sportowa
Kilkunastokrotnie zdobywał złote medale podczas Mistrzostw Niemiec w Lekkoatletyce, na międzynarodowych imprezach indywidualnie największe sukcesy odnosi w biegu na 200 metrów:
- brązowy medal podczas halowych mistrzostwa świata (Budapeszt 2004)
- 7. miejsce na igrzyskach olimpijskich (Ateny 2004)
- złoto halowych mistrzostw Europy (Madryt 2005)

duże sukcesy odnosi również jako członek niemieckiej sztafety 4 × 100 metrów:
- brązowy medal mistrzostw świata juniorów (Annecy 1998)
- 6. miejsce na mistrzostwach świata (Osaka 2007)
- 5. miejsce podczas igrzysk olimpijskich (Pekin 2008)
- brązowy medal mistrzostw Europy (Barcelona 2010)
- srebro mistrzostw Europy (Helsinki 2012)

## Rekordy życiowe
- bieg na 100 metrów – 10,14 (2010)
- bieg na 200 metrów – 20,20 (2005) – były rekord Niemiec[1]
- bieg na 60 metrów (hala) – 6,60 (2005)
- bieg na 200 metrów (hala) – 20,53 (2005) – były rekord Niemiec[2]

27 lipca 2012 w Weinheim niemiecka sztafeta 4 × 100 metrów w składzie: Julian Reus, Unger, Alexander Kosenkow i Lucas Jakubczyk ustanowiła czasem 38,02 s rekord kraju, który przetrwał do 2022 roku.